# جبران الطويل
جبران داوود جبران الطويل سياسي ودبلوماسي فلسطيني، كان سفيرًا لسفارة دولة فلسطين لدى مالطا بين عامي 2004 و2017، وسفيرًا لدى قبرص بين 18 أكتوبر 2017 وحتى إعفائه من مهامه في 6 سبتمبر 2020 ونقله إلى مقر وزارة الخارجية الفلسطينية. أُحيل إلى التقاعد في 12 سبتمبر 2020.

## أوسمة
- في 16 ديسمبر 2017، منحته رئيسة جمهورية مالطا ماري لويز وسام الاستحقاق الوطني.[4]